# Octopussy (soundtrack)
Octopussy is de originele soundtrack van de dertiende James Bond-film van EON Productions uit 1983 met dezelfde naam. Het album werd voor het eerst uitgebracht in 1983 door A&M Records.
De filmmuziek werd gecomponeerd door John Barry en bij de titelsong "All Time High" schreef Tim Rice de teksten. De titelsong werd gezongen door Rita Coolidge. Het album stond in 1983 in de Nederlandse LP Top 50 met als hoogste plaats 23 en in de Billboard 200 op 137. De titelsong van Coolige's werd ook op single uitgebracht en stond als hoogste genoteerd in de Nederlandse Top 40 op plaats 6 en in de Vlaamse Ultratop 50 op plaats 16 en in de Billboard Hot 100 op plaats 36. In 1997 bracht het platenlabel Rykodisc drie extra tracks uit met een film dialoog (Nr. 3 "Miss Penelope", Nr. 7 "Introducing Mr Bond" en Nr. 10 "Poison Pen"), deze tracks werden tussen de originele track-list geplaatst. In 2003 bracht EMI Records vervolgens weer de oude versie van 1983 uit op CD.

## Nummers
| Nr. | Title                                  | Duur |
| --- | -------------------------------------- | ---- |
| 1   | All Time High – Rita Coolidge          | 3:00 |
| 2   | Bond Look-Alike                        | 3:00 |
| 3   | 009 Gets the Knife and Gobinda Attacks | 3:06 |
| 4   | That's My Little Octopussy             | 3:14 |
| 5   | Arrival at the Island of Octopussy     | 3:24 |
| 6   | Bond at the Monsoon Palace             | 3:24 |
| 7   | Bond Meets Octopussy                   | 3:37 |
| 8   | Yo-Yo Fightr and Death of Vijay        | 3:45 |
| 9   | The Chase Bomb Theme                   | 1:55 |
| 10  | The Palace Fight                       | 4:35 |
| 11  | All Time High – Rita Coolidge          | 3:00 |

De Enhanced CD van Rykodisc uit 1997.
| Nr. | Titel                                   | Duur |
| --- | --------------------------------------- | ---- |
| 1   | All Tim High – Rita Coolidge            | 3:05 |
| 2   | Bond Look Alice                         | 3:01 |
| 3   | Miss Penelope                           | 0:30 |
| 4   | 009 Gets the Knife and Gorbinda Attacks | 3:09 |
| 5   | That's My Little Octopussy              | 3:15 |
| 6   | Arrival at the Island of Octopussy      | 2:25 |
| 7   | Introducing Mr Bond                     | 0:09 |
| 8   | Bond at the Monsoon Palace              | 3:06 |
| 9   | Bond Meets Octopussy                    | 3:37 |
| 10  | Poison Pen                              | 0:34 |
| 11  | Yo-Yo Fight and Death of Vijay          | 3:47 |
| 12  | The Chase Bomb Theme                    | 1:59 |
| 13  | The Palace Fight                        | 4:35 |
| 14  | All Time High – Rita Coolidge           | 3:02 |